# Salafa Khatun
Salafa Khatun fou la darrera princesa dels atabegs ahmadílides de Maragha. Inicialment només va governar a Ruyindiz. Era neta de l'atabeg Ala al-Din Karba.
Ala al-Din Karba va perdre al final de la seva vida (vers 1204) la ciutat de Maragha però va conservar Ruyindiz, i va rebre en compensació Ushnu i Urmia. A la seva mort el 1207/1208, el va succeir un príncep menor d'edat sota la custòdia d'un fidel servidor de la família, un eunuc, però al cap d'un any el jove va morir i els ildegízides es van apoderar d'Ushnu i Urmia i tots els territoris ahmadílides excepte el castell de Ruyindiz on el fidel eunuc es va fer fort amb una neta d'Ala al-Din de nom Salafa Khatun.
Vers el 1215 la noia es va casar amb el sord i mut Kizil Arslan Malik-i Kamus (o Malik al-Khamush = "el rei silenciós"), fill de l'atabeg ildegízida de l'Azerbaidjan Uzbeg, enllaç que segurament va comportar el domini de Maragha i Ruyindiz pel matrimoni (Uzbeg va cedir Tabriz i l'Azerbaidjan al xa de Coràsmia el 1225). El cert és que el 1220 Salafa Khatun apareix coma princesa a Maragha.
El 1221 els mongols van ocupar Maragha i Salafa Khatun es va refugiar altre cop al castell de Ruyindiz. Els mongols es van retirar al cap de poc, però no es parla de Maragha que en tot cas hauria quedat destruïda com totes les ciutats ocupades pels mongols.
El 1224 el general Sharaf al-mulk, al servei del xa de Coràsmia Djalal al-Din Manguberti, va assetjar la fortalesa de Ruyindiz. Al-Khamush (el silenciós) es va unir a les forces del xa. Salafa Khatun va repudiar al seu marit i va negociar el seu enllaç amb el general, però abans de la cerimònia va aparèixer Djalal al-Din en persona que la va fer la seva dona i va nomenar un governador de la seva confiança pel castell.
No se'n torna a parlar. Un fill d'al-Khamush, Nusrat al-Din, que va viure refugiat al Soldanat de Rum, va obtenir uns anys després un decret del kan Guyuk, que el nomenava governador de Tabriz i Azerbaidjan, que ho va arribar a exercir, però no se sap si era fill de Salafa.